# Apl.de.ap
Allen Pineda Lindo, més conegut com a Apl.de.ap (Angeles, Pampanga, 28 de novembre de 1974), és un cantant, actor, ballarí i membre de The Black Eyed Peas, d'origen filipí. Als catorze anys es va mudar a Los Angeles (Califòrnia) amb els seus pares adoptius. És descendent de afrofilipins.

## Vida personal
Apl.de.ap es va criar al barri Sapang Bato, a Pampanga Cuirtube (Filipines). El seu pare, un aviador nord-americà estacionat en la propera Base Aèria de Clark Air, va abandonar la família poc després del naixement de APL. La seva mare, Cristina Pineda, va criar els seus set fills sola i gairebé sense recursos. Apl per guanyar diners cultivava patates o papes, cereals i arròs. En les seves estones lliures acudia a una escola propera, a menys d'una hora de casa seva. Quan tenia catorze anys va ser adoptat pels Hudgens, una família de turistes nord-americans, acollint-se a la Fundació Dòlar, un programa per recollir nens asiàtics orfes. Apl.de.ap ja havia viatjat als EUA amb ells als onze anys per tractar una malaltia que consistia en el moviment involuntari dels ulls. Va ser aquí on els Hudgens aprofitar la aportunidad per adoptar-lo. Amb ells es va mudar a Los Angeles (Califòrnia) deixant enrere a la seva família de naixement i al seu país. Allí va conèixer a Will James Adams (més conegut com a Will.I.Am), amic de la seva infància fins avui. Tots dos compartien la seva passió pel ball i van formar una banda de breakdance anomenada "Tribe Nation". L'any 1989 el raper Eazy-E va descobrir el talent de tots dos nois per a la música. El 1995 el grup es va convertir en Black Eyed Peas quan van incorporar un anomenat Jaime "Taboo" Gomez.
No obstant això, Apl.de.ap ha estat fidel tant a les Filipines com a la seva família biològica, i sempre ha mantingut el contacte amb ells. Ell explica la seva vida en el tema "The Apl Song" de l'àlbum Elephunk i "Bebot" en l'àlbum Monkey Business. Aquestes cançons tenen un petit cor en filipí agafat de la cançó "baleta" del grup filipí Asin.

## Black Eyed Peas
Apl.de.ap, juntament amb will.i.am, és un dels membres originals del grup de hip hop Black Eyed Peas. Ambdós components es coneixen des dels 14 anys. Originalment el grup es va fundar el 1989 sota el nom de "The Tribe Nation" i era una agrupació de ball principalment hip-hop i breakdance. Va ser llavors quan el raper Eazy-E descobriria el talent de tots dos joves per a la música. El 1992 es van canviar el nom per Atban Klann i van gravar el seu primer CD "Grass Roots". Eazy-E va morir poc després de gravar l'àlbum. Aquest primer disc no va tenir èxit, pel que van decidir canviar el nom i afegir un nou membre al grup, Taboo. Entre els anys 1998 i 2000 van gravar dos discos, Behind the Front (1998) i Bridging The Gap (2000) van decidir renovar la imatge del grup i seria el 2003 amb la incorporació de Fergie quan el grup arribaria al cim del panorama musical. Elephunk i Monkey Business van ser els seus grans èxits amb els que van vendre 20.000.000 de còpies. En ambdós discos APL aprofitar per incloure cançons autobiogràfiques en què relata la seva dura infància a les Filipines. The APL Song i Bebot no van ser llançades com single als EUA però sí a les Filipines, aconseguint un notable èxit. El 2009 va sortir el seu nou disc The E.N.D.

## Carrera en solitari
El 2007 APL, igual que els seus companys de grup, va anunciar que llançaria un àlbum en solitari. Això va propagar els rumors de separació del grup, el que va desmentir el mateix filipí. El primer àlbum en solitari de Apl.de.ap encara no té data de llançament. Però en 2007 va ser difosa per internet una cançó anomenada "Shake" amb la col·laboració de Fergie que podria ser el primer senzill de l'àlbum. Poc després altres rumors apuntaven que la pista va poder ser gravada per l'àlbum debut de Fergie, que poc després es desmentiria.
El 21 de novembre de 2008, coincidint amb el concert anual de "The APL Benefit", Apl.de.ap concedir una entrevista exclusiva en la qual mostrava part del seu primer video musical en solitari. La cançó es titula "Mama Filipina". És la continuació de "The Apl Song".

## Àlbums d'Estudi
- U Can Dream (2010)

## Cançons gravades
Cançons gravades per Apl.de.ap al marge de la banda The Black Eyed Peas:
- 2006 "Shake" (Amb Fergie) 04:04
- 2007 "Dance" 03:31
- "This Joint" 03:34
- "We Fabolous" 03:51
- 2008 "Mama Filipina"
- 2010 "On The Dancefloor" (amb Will.i.am i David Guetta).

## APL Benefit
A.P.L. Benefit és una fundació que se centra exclusivament en treballs internacionals a les Filipines i Àsia, proposada per Apl.de.ap com una forma d'intentar millorar la seva pàtria.
La missió de A.P.L. és proporcionar material, educatiu i assistència financera a les institucions benèfiques a Àsia, entre elles la Pearl S. Buck Foundation i la Fundació Universitat Angeles, entre d'altres. L'objectiu d'A.P.L. és proporcionar les eines per al progrés i l'autosuficiència dels desfavorits i marginats de les comunitats a Àsia.
Per recaptar fons el cantant organitza cada any un concert benèfic en el qual col·laboren, Esther, Will.i.am, Taboo, Rae i Bucky Johnson. A més el filipí també posseeix juntament amb la resta dels seus companys una fundació anomenada Peapod Foundation amb la que intenten eliminar la pobresa a l'Àfrica.

## Filmografia
- 2004 "Las Vegas" Ell mateix
- 2005 "Be Cool" Ell mateix
- 2009 o 2010 "Subject: I Love You" Calessa Driver